# Яриш, Адольф
Адольф Яриш (нем. Adolf Jarisch; 15 февраля 1850, Вена — 21 марта 1902, Грац) — австрийский дерматолог и венеролог, впервые описавший реакцию Яриша — Герксгеймера.

## Биография
Поступил на медицинский факультет Венского университета в 1868 году.

В 1871 году, будучи студентом опубликовал работу о неорганических компонентах крови.

В 1874 году защитил степень доктора медицины.

В 1874 — 1880 году помощник руководителя дерматологической клиники в Вене.

С 1880 года заведующий дерматологическим отделением Венской клиники.

В 1888 году профессор дерматологии и сифилидологии в университете Инсбрука.

В 1892 году переехал в Грац и получил должность полного профессора в 1901 году.

В 1902 году умер от брюшного тифа.

## Научная деятельность
Во время лечения ртутью больных сифилисом заметил резкое ухудшение состояния больных. Описал эту реакцию, которая позже была названа реакцией Яриша — Герксгеймера.

Многочисленные публикации вошедшие в руководство по дерматологии Германа Нотнагеля (раздел Патология и лечение).

А также,
- Lupus vulgaris, 1890
- Demonstration eines Falles von Summer Eruption, 1896
- Demonstration von Psorospermien der Darierschen Dermatose, 1896
- Vorstellung eines Falles von Hydrocystoma, 1896 [1]

Яриш описал одну из форм кожного туберкулёза (Яриша — Киари (Hans Chiari ;1851—1916 — немецкий патолог), доброкачественную опухоль — множественную папулёзную трихоэпителиому (опухоль Яриша).

## Сын
Адольф Яриш (1891—1965) — австрийский фармаколог, подтвердил в 1937 году рефлекс сердечно-сосудистой декомпрессии (рефлекс Яриша — Бецольда (Albert von Bezold ; 1836—1868, немецкий физиолог) в форме триады — апноэ,  брадикардия, гипотензия при повышении давления в полых венах при введении алкалоидов.